# Valeryj Pryemka
Valeryj Viktaravič Pryemka, accreditato anche come Valery Priemka o Valery Priemko nelle competizioni internazionali (in bielorusso Валерый Віктаравіч Прыeмка?; Minsk, 15 giugno 1983), è uno schermidore bielorusso, specialista della sciabola.

## Palmarès
In carriera ha conseguito i seguenti risultati:
- Mondiali di scherma

Catania 2011: argento nella sciabola a squadre.
- Europei di scherma

2007 - Gand: argento nel sciabola a squadre.
2008 - Kiev: bronzo nel sciabola a squadre.